# Eritrejská kuchyně

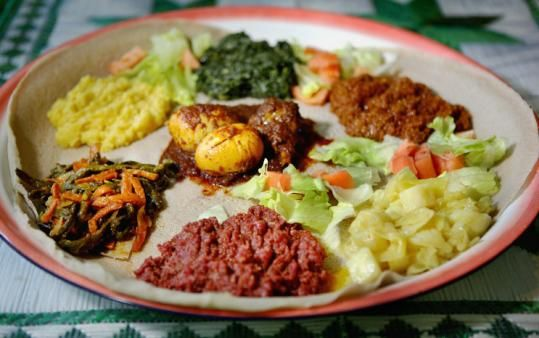
Indžera podávaná k eritrejským pokrmům

Ertitrejská kuchyně byla ovlivněna etiopskou a italskou kuchyní. Mnoho jídel se podává, stejně jako v sousední Etiopii, na tenké placce zvané indžera (podobná palačince).
V hlavním městě Eritrey, v Asmaře se podává mnoho jídel z italské kuchyně (například pizza nebo těstoviny). Přístavní město Massawa je zase známé svými mořskými plody.

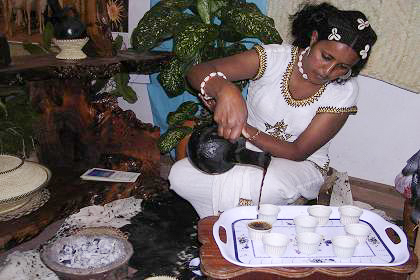
Příprava eritrejské kávy

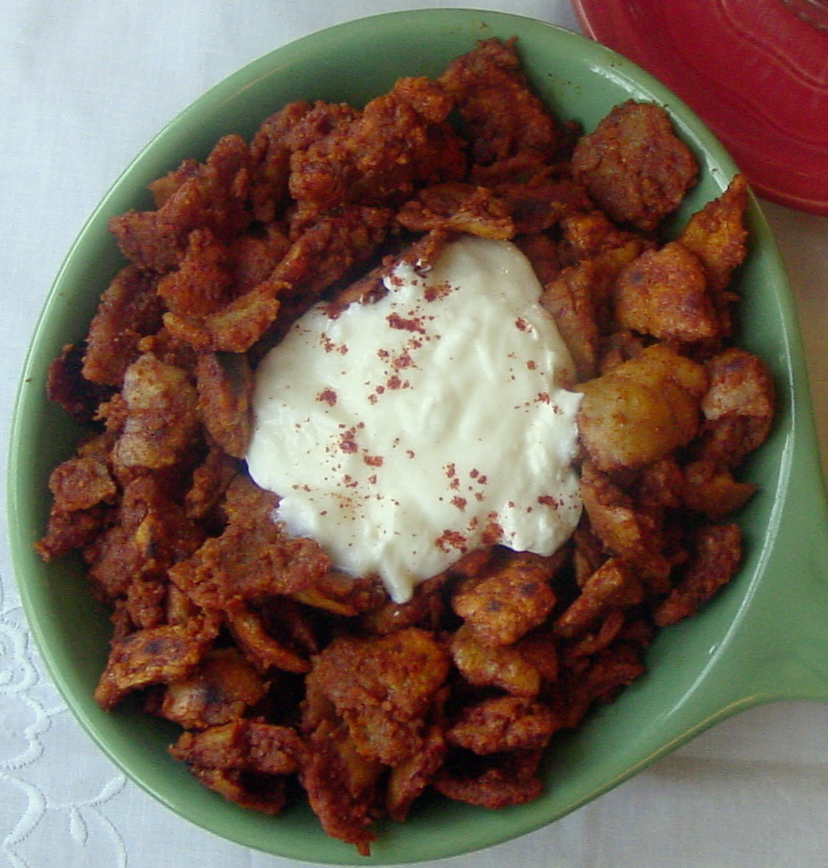
Kitcha fit-fit

## Příklady eritrejských pokrmů
Příklady eritrejských pokrmů:
- Indžera[2]
- Berbere, kořenící směs používané i v Etiopii. Základem je chilli, česnek a bazalka[3]
- Tsebhi birsen, bezmasý pokrm z luštěnin podobný kari, kořeněný berbere[4]
- Zigini, různé dušeniny, většinou z masa nebo ryb, kořeněný berbere. Podávají se s indžerou.[5]
- Frittata, původně italský pokrm podobný omeletě[6]
- Shiro, pikantní pokrm z cizrny[7]
- Kitcha fit-fit, chléb kitcha podávaný s jogurtem jako snídaně[8]
- Ful, pokrm z rajčat, cibule a bobů[9]
- Tibzi, restované maso (hovězí nebo skopové)

## Nápoje
Populární je káva a čaj. Dále se pijí různé ovocné šťávy a doma dělené alkoholické nápoje.